# Centre Sud
Centre Sud és una de les 7 províncies de Guinea Equatorial.
Limita al nord amb Camerun, a l'oest amb la Província Litoral, al nord-est amb la província de Kié-Ntem, al sud-est amb la província de Wele Nzas, i al sud amb Gabon. La seva capital és la ciutat d'Evinayong.

## Demografia
La població el 2013 era de 202,054 habitants, segons la Direcció general d'Estadístiques de Guinea Equatorial.

## Municipis i Districtes
La Província està constituïda dels següents Municipis i Districtes.
- Municipis
  - Evinayong
  - Niefang (antigament Sevilla de Niefang)
  - Akurenam
  - Bicurga
  - Nkimi
- Districtes
  - Districte d'Evinayong (amb 49 Consells de Poblats)
  - Districte de Niefang (amb 66 Consells de Poblats)
  - Districte d'Akurenam (amb 30 Consells de Poblats)